# Статическая изотропная метрика
Статическая изотропная метрика — это метрика, определяющая статическое изотропное гравитационное поле. Частным случаем этой метрики является метрика Шварцшильда, на случай пустого (ничем не заполненного) пространства-времени.

## Определение
Под словами статическое и изотропное понимается следующее: всегда можно найти набор координат близких к координатам Минковского {\displaystyle x^{1},x^{2},x^{3},x^{0}=t}, такой что инваринтное собственное время {\displaystyle d\tau ^{2}=-g_{\mu \nu }dx^{\mu }dx^{\nu }} не зависит от {\displaystyle t}, а зависит от {\displaystyle \mathbf {x} ,\mathbf {dx} } только через инварианты группы поворотов: {\displaystyle \mathbf {x^{2}} ,\mathbf {x} \cdot \mathbf {dx} ,\mathbf {dx^{2}} }. Самый общий вид записи интервала:
{\displaystyle d\tau ^{2}=F(r)dt^{2}-2E(r)dt\mathbf {x} \cdot \mathbf {dx} -D(r)(\mathbf {x} \cdot \mathbf {dx} )^{2}-C(r)\mathbf {dx^{2}} ,}
где {\displaystyle F,E,C,D} — неизвестные функции величины {\displaystyle r\equiv (\mathbf {x} \cdot \mathbf {x} )^{1/2}}

## Сведение к стандартному виду
Выгодно заменить {\displaystyle \mathbf {x} } сферическими полярными координатами {\displaystyle r,\theta ,\phi }:
{\displaystyle x^{1}=r\sin \theta \cos \varphi \,;}
{\displaystyle x^{2}=r\sin \theta \sin \varphi \,;}
{\displaystyle x^{3}=r\cos \varphi \,.}
Интервал в таком случае примет вид:
{\displaystyle d\tau ^{2}=F(r)dt^{2}-2rE(r)dtdr-r^{2}D(r)dr^{2}-C(r)(dr^{2}+r^{2}d\theta ^{2}+r^{2}\sin ^{2}\theta d\varphi ^{2})},
Мы можем установить наши часы по определению новой временной координаты
{\displaystyle t'\equiv t+\Phi (r)}
где {\displaystyle \Phi (r)} — произвольная функция от {\displaystyle r}. Это позволяет исключить недиагональный элемент {\displaystyle g_{tr}},
положив
{\displaystyle {\frac {d\Phi }{dr}}=-{\frac {rE(r)}{F(r)}}}
Тогда интервал выражается так:
{\displaystyle d\tau ^{2}=F(r)dt'^{2}-r^{2}G(r)dr^{2}-C(r)(dr^{2}+r^{2}d\theta ^{2}+r^{2}\sin ^{2}\theta d\varphi ^{2})}
{\displaystyle G(r)\equiv r^{2}\left(D(r)+{\frac {E^{2}(r)}{F(r)}}\right)}
Мы можем переопределить радиус {\displaystyle r} и, тем самым, наложить ещё одно условие на функции {\displaystyle F,G,C}, например следующим образом {\displaystyle r'\equiv r^{2}C(r)} . Тогда мы получим так называемую стандартную форму для статической изотропной метрики:
{\displaystyle d\tau ^{2}=B(r')dt'^{2}-A(r')dr'^{2}-r'^{2}(d\theta ^{2}+\sin ^{2}\theta d\varphi ^{2})}
где
{\displaystyle B(r)\equiv F(r')}
{\displaystyle A(r)\equiv \left(1+{\frac {G(r)}{C(r)}}\right)\left(1+{\frac {r}{2C(r)}}{\frac {dC(r)}{dr}}\right)^{-2}.}
После последнего преобразования метрический тензор имеет следующие ненулевые компоненты:
{\displaystyle g_{rr}=A(r)}
{\displaystyle g_{\theta \theta }=r^{2}}
{\displaystyle g_{\phi \phi }=r^{2}sin^{2}\theta }
{\displaystyle g_{tt}=-B(r)}
Где функции {\displaystyle A(r)} і {\displaystyle B(r)} должны быть определены путём решения уравнений поля. Так как {\displaystyle g_{\mu \nu }} — диагональный тензор, легко написать ненулевые компоненты тензора, обратного к нему:
{\displaystyle g^{rr}=A^{-1}(r)}
{\displaystyle g^{\theta \theta }=r^{-2}}
{\displaystyle g^{\phi \phi }=r^{-2}sin^{-2}\theta }
{\displaystyle g^{tt}=-B^{-1}(r)}

## Символы Кристоффеляитензор Риччи
Аффинная связность может быть вычислена по обычной формуле:
{\displaystyle \Gamma _{ij}^{s}={1 \over 2}\,g^{sk}\left(\partial _{i}g_{jk}+\partial _{j}g_{ki}-\partial _{k}g_{ij}\right)}
Её ненулевые компоненты оказываются равными:
{\displaystyle \Gamma _{rr}^{r}={\frac {1}{2A(r)}}{\frac {dA(r)}{dx}}},
{\displaystyle \Gamma _{\phi \phi }^{r}=-{\frac {rsin^{2}\theta }{A(r)}}},
{\displaystyle \Gamma _{r\theta }^{\theta }=\Gamma _{\theta r}^{\theta }={\frac {1}{r}}},
{\displaystyle \Gamma _{r\phi }^{\phi }=\Gamma _{\phi r}^{\phi }={\frac {1}{r}}},
{\displaystyle \Gamma _{\theta \theta }^{r}=-{\frac {r}{A(r)}}},
{\displaystyle \Gamma _{tt}^{r}={\frac {1}{2A(r)}}{\frac {dB(r)}{dx}}},
{\displaystyle \Gamma _{\phi \phi }^{\theta }=-sin\theta cos\theta },
{\displaystyle \Gamma _{\theta \phi }^{\phi }=\Gamma _{\phi \theta }^{\phi }=ctg\theta },
{\displaystyle \Gamma _{tr}^{t}=\Gamma _{rt}^{t}={\frac {1}{2B(r)}}{\frac {dB(r)}{dx}}},
Вычислим также тензор Риччи. Он задаётся выражением
{\displaystyle R_{\sigma \nu }={R^{\rho }}_{\sigma \rho \nu }={\partial _{\rho }\Gamma _{\nu \sigma }^{\rho }}-\partial _{\nu }\Gamma _{\rho \sigma }^{\rho }+\Gamma _{\rho \lambda }^{\rho }\Gamma _{\nu \sigma }^{\lambda }-\Gamma _{\nu \lambda }^{\rho }\Gamma _{\rho \sigma }^{\lambda }.}
Подставляя ранее полученные компоненты аффинной связности, получим:
{\displaystyle R_{rr}={\frac {B''(r)}{2B(r)}}-{\frac {1}{4}}{\frac {B'(r)}{B(r)}}\left({\frac {A'(r)}{A(r)}}+{\frac {B'(r)}{B(r)}}\right)-{\frac {1}{r}}{\frac {A'(r)}{A(r)}}},
{\displaystyle R_{\theta \theta }=-1+{\frac {r}{2A(r)}}\left(-{\frac {A'(r)}{A(r)}}+{\frac {B'(r)}{B(r)}}\right)+{\frac {1}{A(r)}}},
{\displaystyle R_{\phi \phi }=sin^{2}\theta R_{\theta \theta }},
{\displaystyle R_{tt}={\frac {B''(r)}{2A(r)}}-{\frac {1}{4}}{\frac {B'(r)}{A(r)}}\left({\frac {A'(r)}{A(r)}}+{\frac {B'(r)}{B(r)}}\right)-{\frac {1}{r}}{\frac {B'(r)}{A(r)}}},
(Штрих теперь означает дифференцирование по {\displaystyle r}). Вследствие инвариантности метрики относительно поворотов компоненты {\displaystyle R_{\theta r}}, {\displaystyle R_{\theta \phi }}, {\displaystyle R_{\phi r}}, {\displaystyle R_{\phi t}}, {\displaystyle R_{\theta t}} тождественно равны нулю, а {\displaystyle R_{\phi \phi }=sin^{2}R_{\theta \theta }}. Равенство нулю {\displaystyle R_{tr}} связано с тем, что мы установили наши часы так, что метрика оказалась инвариантна относительно обращения времени {\displaystyle t\leftrightarrow -t}.